# Chilicola mexicana
Chilicola mexicana là một loài Hymenoptera trong họ Colletidae. Loài này được Toro & Michener mô tả khoa học năm 1975.